# 養父市
養父市（日语：／ Yabu shi */?）是位于日本兵庫縣北部但馬地域的城市。一級水系圓山川流經東部地區，主要市區位於圓山川及其支流八木川、大屋川的匯流處。西部有兵庫縣最高峰冰之山，北部則有妙見山，兩座山皆位於冰之山後山那岐山國定公園的範圍内。

## 人口
| 養父市人口分布圖 |                                               |  |
| 養父市與日本全國年齡別人口分布比較圖 （2005年資料） | 養父市的年齡、男女別人口分布圖 （2005年資料） |  |
| ■紫色是養父市 ■綠色是全国 | ■藍色是男性 ■紅色是女性                       |  |
| 養父市人口變化 \| 1970年 \| 36,716人 \| \| \| 1975年 \| 34,919人 \| \| \| 1980年 \| 33,979人 \| \| \| 1985年 \| 33,595人 \| \| \| 1990年 \| 32,092人 \| \| \| 1995年 \| 31,290人 \| \| \| 2000年 \| 30,110人 \| \| \| 2005年 \| 28,306人 \| \| \| 2010年 \| 26,501人 \| \| \| 2015年 \| 24,288人 \| \| \| 2020年 \| 22,129人 \| \| |                                               |  |
| 資料來源：日本總務省統計中心提供之人口普查數據 |                                               |  |
| 1970年 | 36,716人                                      |  |
| 1975年 | 34,919人                                      |  |
| 1980年 | 33,979人                                      |  |
| 1985年 | 33,595人                                      |  |
| 1990年 | 32,092人                                      |  |
| 1995年 | 31,290人                                      |  |
| 2000年 | 30,110人                                      |  |
| 2005年 | 28,306人                                      |  |
| 2010年 | 26,501人                                      |  |
| 2015年 | 24,288人                                      |  |
| 2020年 | 22,129人                                      |  |

## 歷史
養父地區在平安時代位於山陰道，因此設有郡部站。16世紀末期，別所重宗被封至此地，並以八木城為居城成立八木藩，但在1628年即因故被廢除。
現在的養父市轄區在江戶時代大部分屬於幕府直轄的天領，由生野奉行管理，另有少部分地區屬於出石藩的領地。19世紀廢藩置縣後，先後隸屬府中裁判所、豐岡縣，1876年才被整併入兵庫縣。
1889年日本實施町村制，現在的轄區在當時分屬養父郡養父市場村、廣谷村、建屋村、口大屋村、大屋村、西谷村、南谷村、關宮村、高柳村、八鹿村、伊佐村、宿南村，合計12村；其中養父市場村即為後來的養父町。
經過1950年代的昭和大合併後，成為養父町、廣谷町、八鹿町、大屋町四個町；2004年，這四個町再次合併為養父市。

### 變遷表
| 1889年4月1日            | 1889年-1926年           | 1926年-1944年           | 1944年-1954年         | 1954年-1989年         | 1954年-1989年         | 1954年-1989年                         | 1989年-現在         | 現在                |
| ----------------------- | ----------------------- | ----------------------- | --------------------- | --------------------- | --------------------- | ------------------------------------- | ------------------- | ------------------- |
| 關宮村                  | 關宮村                  | 關宮村                  | 關宮村                | 關宮村                | 1956年8月1日 關宮町   | 1956年8月1日 關宮町                   | 2004年4月1日 養父市 | 2004年4月1日 養父市 |
| 熊次村                  |                         |                         |                       |                       | 1956年8月1日 關宮町   | 1956年8月1日 關宮町                   | 2004年4月1日 養父市 | 2004年4月1日 養父市 |
| 養父市場村              | 養父市場村              | 1940年12月11日 養父町   | 1940年12月11日 養父町 | 1940年12月11日 養父町 | 1940年12月11日 養父町 | 1957年3月31日 併入明神町 更名為養父町 | 2004年4月1日 養父市 | 2004年4月1日 養父市 |
| 廣谷村                  | 廣谷村                  | 1927年4月15日 廣谷町    | 1927年4月15日 廣谷町  | 1927年4月15日 廣谷町  | 1956年9月30日 明神町  | 1957年3月31日 更名為養父町            | 2004年4月1日 養父市 | 2004年4月1日 養父市 |
| 建屋村                  |                         |                         |                       |                       | 1956年9月30日 明神町  | 1957年3月31日 更名為養父町            | 2004年4月1日 養父市 | 2004年4月1日 養父市 |
| 口大屋村                | 口大屋村                | 口大屋村                | 口大屋村              | 1955年3月31日 大屋町  | 1955年3月31日 大屋町  | 1955年3月31日 大屋町                  | 2004年4月1日 養父市 | 2004年4月1日 養父市 |
| 大屋村                  |                         |                         |                       | 1955年3月31日 大屋町  | 1955年3月31日 大屋町  | 1955年3月31日 大屋町                  | 2004年4月1日 養父市 | 2004年4月1日 養父市 |
| 西谷村                  |                         |                         |                       | 1955年3月31日 大屋町  | 1955年3月31日 大屋町  | 1955年3月31日 大屋町                  | 2004年4月1日 養父市 | 2004年4月1日 養父市 |
| 南谷村                  |                         |                         |                       | 1955年3月31日 大屋町  | 1955年3月31日 大屋町  | 1955年3月31日 大屋町                  | 2004年4月1日 養父市 | 2004年4月1日 養父市 |
| 高柳村                  | 高柳村                  | 高柳村                  | 高柳村                | 1955年2月1日 八鹿町   | 1955年2月1日 八鹿町   | 1955年2月1日 八鹿町                   | 2004年4月1日 養父市 | 2004年4月1日 養父市 |
| 八鹿村                  | 1913年1月1日 八鹿町     | 1913年1月1日 八鹿町     | 1913年1月1日 八鹿町   | 1955年2月1日 八鹿町   | 1955年2月1日 八鹿町   | 1955年2月1日 八鹿町                   | 2004年4月1日 養父市 | 2004年4月1日 養父市 |
| 伊佐村                  |                         |                         |                       | 1955年2月1日 八鹿町   | 1955年2月1日 八鹿町   | 1955年2月1日 八鹿町                   | 2004年4月1日 養父市 | 2004年4月1日 養父市 |
| 宿南村                  |                         |                         |                       | 1955年2月1日 八鹿町   | 1955年2月1日 八鹿町   | 1955年2月1日 八鹿町                   | 2004年4月1日 養父市 | 2004年4月1日 養父市 |
| 1955年2月1日 併入日高町 | 1955年2月1日 併入日高町 | 1955年2月1日 併入日高町 | 2005年4月1日 豐岡市   | 2005年4月1日 豐岡市   |                       |                                       |                     |                     |

## 交通

### 鐵路
- 西日本旅客鐵道（JR西日本）
  - 山陰本線：（←朝來市） - 養父車站 - 八鹿車站 - （豐岡市→）

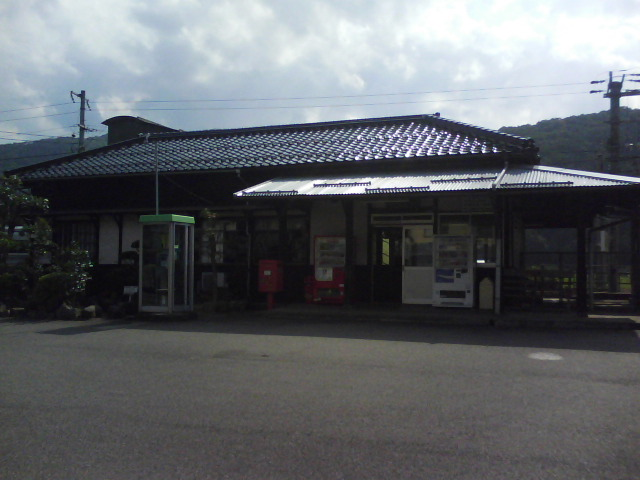
養父車站
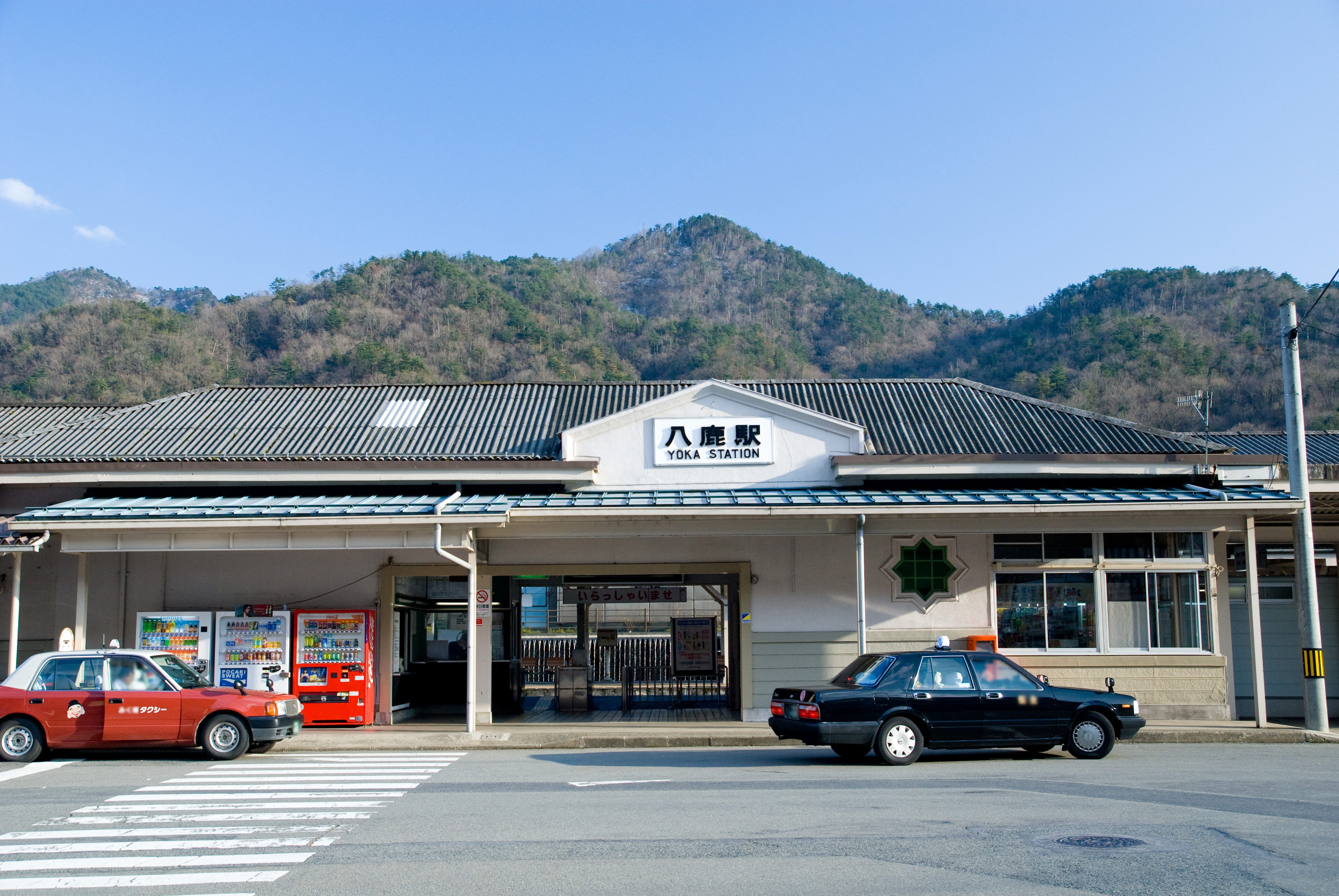
八鹿車站

### 公路
一般國道
- 國道9號、國道312號（日语：国道312号）
- 北近畿豐岡自動車道：（朝來市） - 養父交流道 - 八鹿冰之山交流道

## 觀光資源

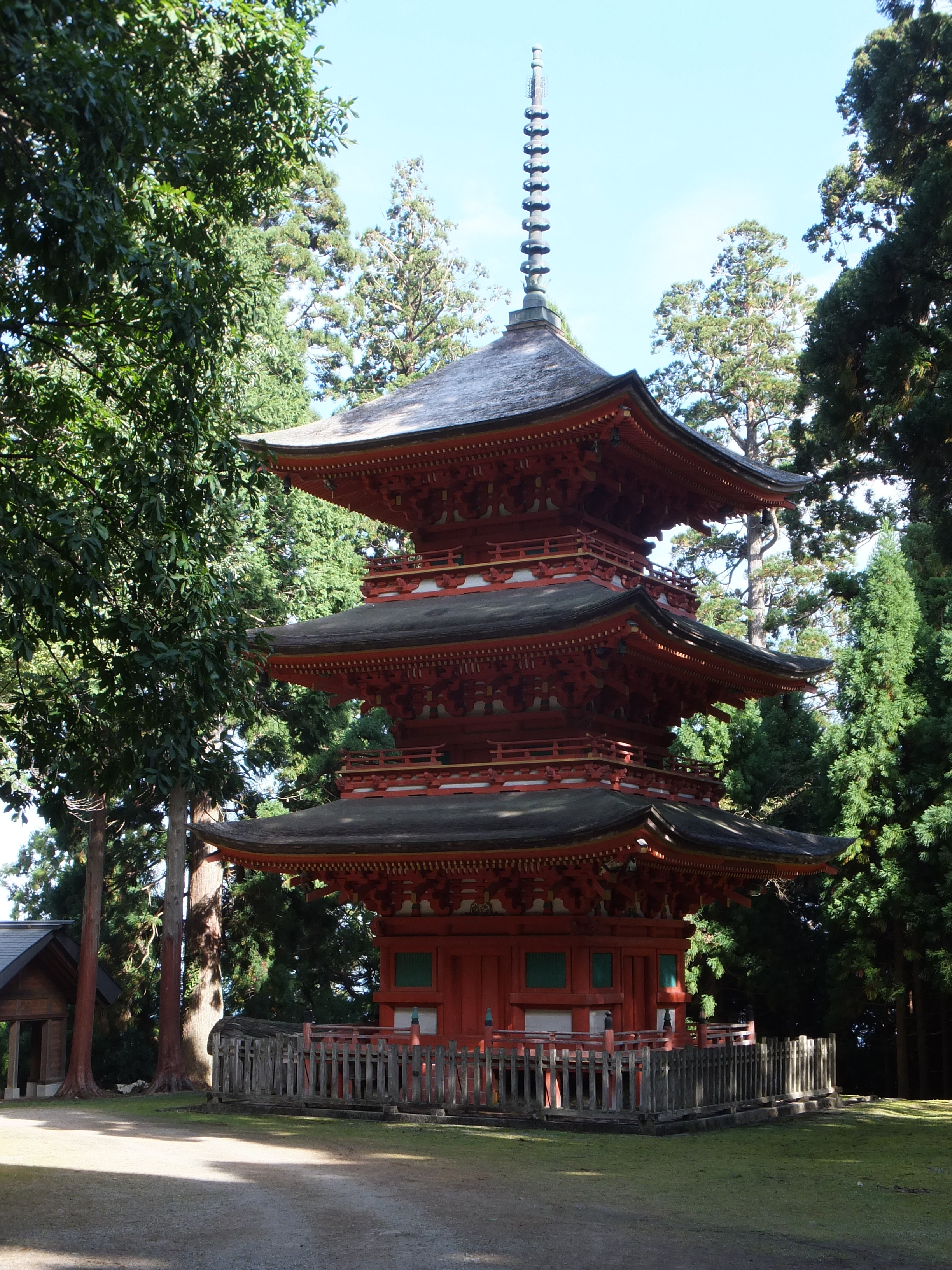
名草神社三重塔

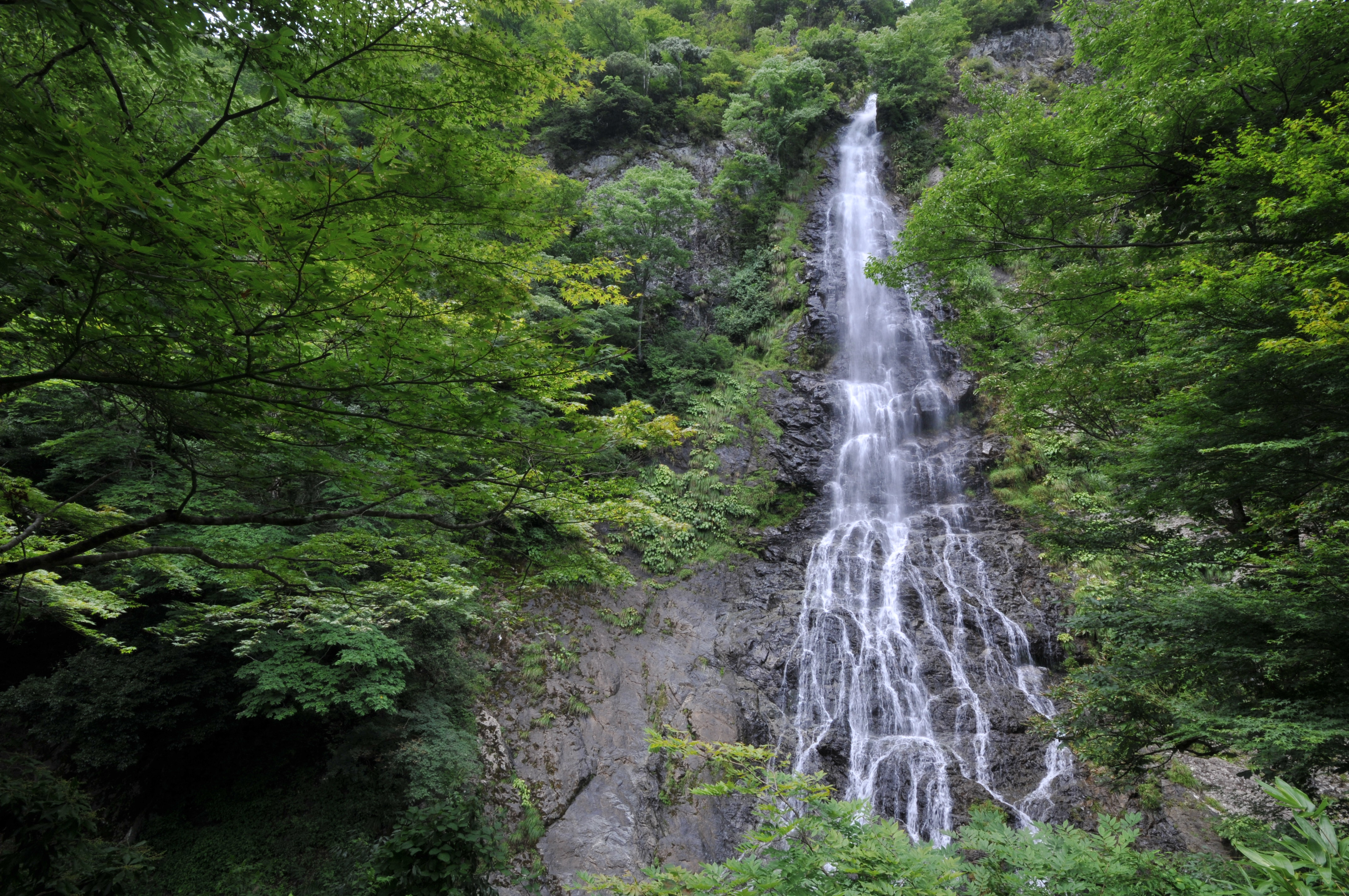
天瀧

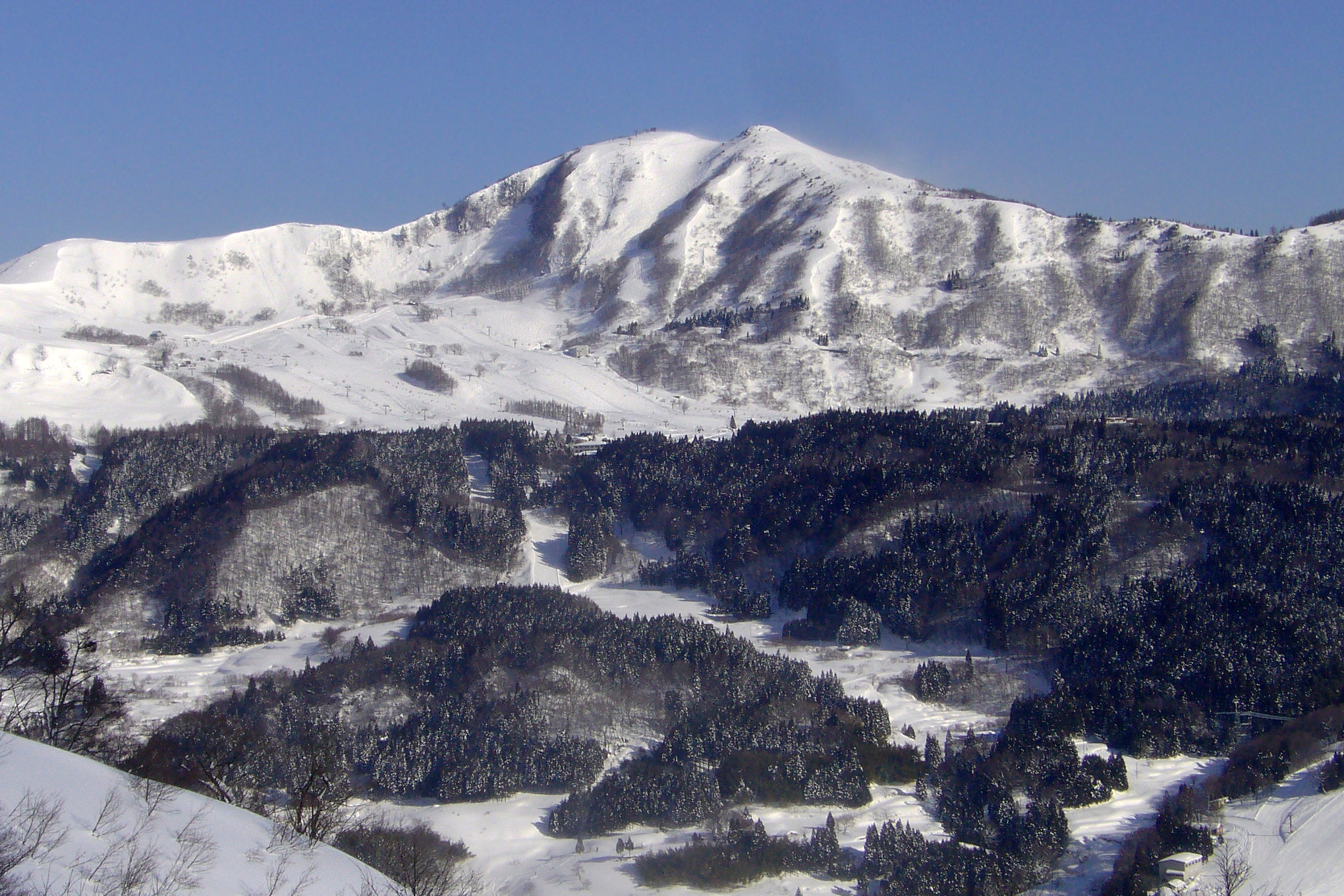
鉢伏山

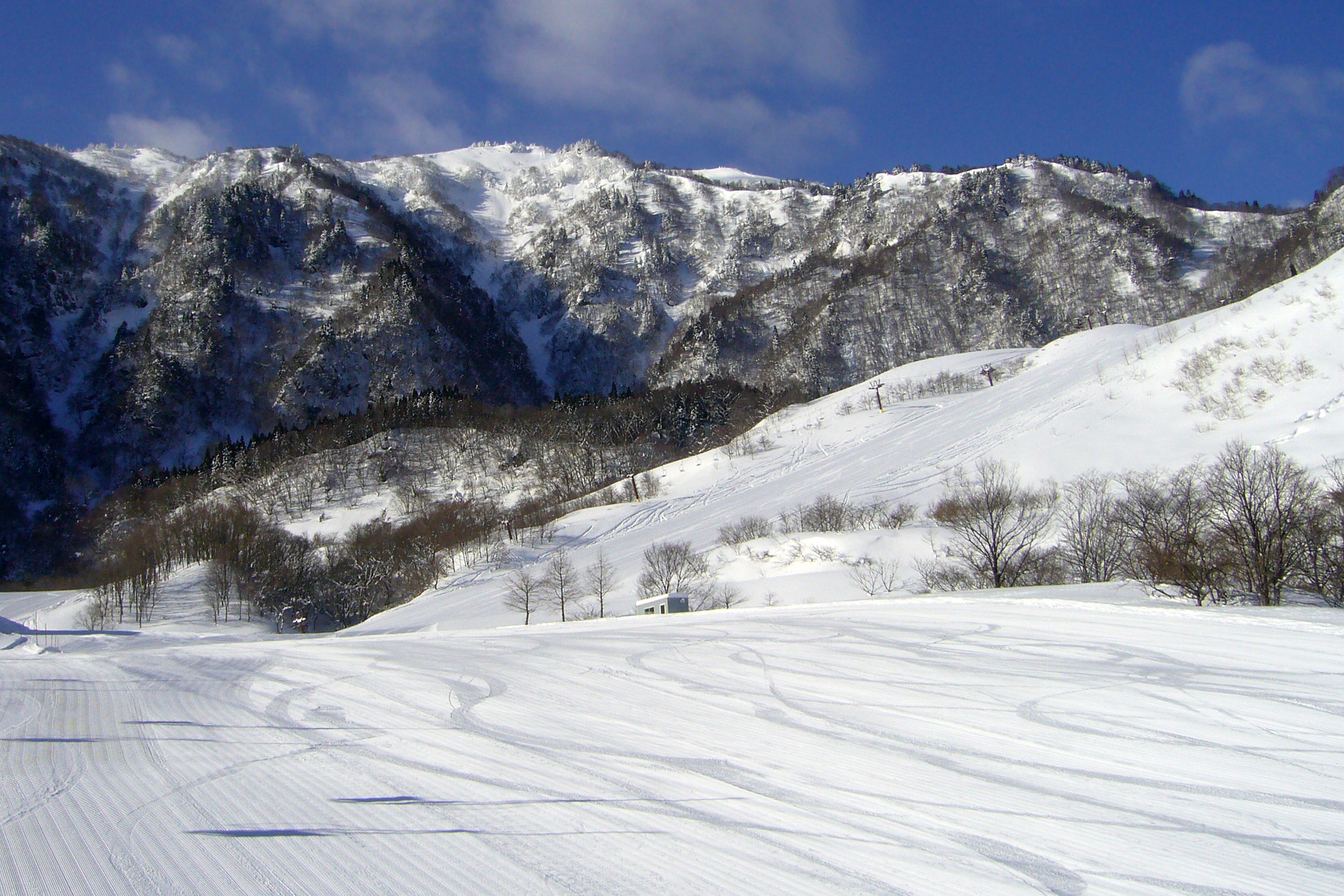
冰之山

八鹿地區（北部）
- 妙見山（日语：妙見山 (養父市・香美町)）：屬於冰之山後山那岐山國定公園。
  - 名草神社（日语：名草神社）：位於妙見山山腰、本殿、拜殿、三重塔為國家重要文化財。
- 八木城（日语：八木城 (但馬国)）：國家史跡。
- 池田草庵（日语：池田草庵）：幕末～明治初期池田草庵（日语：池田草庵）開設的漢学塾遺跡。

養父地區（中東部）
- 養父神社（日语：養父神社）

大屋地區（南部）
- 明延礦山（日语：明延鉱山）：曾是日本最大的锡礦，已於1987年關閉。
  - 明神電車（日语：明神電車）：運送礦石鋪設的鐵道。
- 天瀧溪谷（日语：天滝渓谷）
  - 天瀧（日语：天滝）：日本瀑布百選之一
- 樽見的大櫻花樹（日语：樽見の大桜）
- 杉澤高原（日语：杉ヶ沢高原）

冰之山、鉢伏山、關宮地區（西部）
- 冰之山：兵庫縣最高峰，屬於冰之山後山那岐山國定公園
- 鉢伏山（日语：鉢伏山）
- 山田風太郎紀念館（日语：山田風太郎記念館）

## 本地出身之名人
- 北垣國道（日语：北垣国道）：幕府末期志士、明治時期政治人物，曾任高知縣令、德島縣令、京都府知事、北海道廳長官、貴族院議員。
- 村上勉：插圖畫家
- 山田風太郎：小說作家
- 坂本誠志郎：棒球選手

## 外部連結
- （日語） 養父市的Facebook專頁
- （日語） 養父市觀光協會 （页面存档备份，存于）